# Липецкое
Липецкое (укр. Липецьке) — село, относится к Подольскому району Одесской области Украины.
Население по переписи 2001 года составляло 3740 человек. Почтовый индекс — 66354. Телефонный код — 4862. Занимает площадь 13,66 км². Код КОАТУУ — 5122984201.
24 февраля 2022 года, в первый день полномасштабного вторжения России на Украину, российским ударом по воинской части в селе были убиты 22 человека.

## Известные уроженцы
- Ильяшенко, Кирилл Фёдорович (1915—1980) — советский и молдавский государственный деятель, председатель Президиума Верховного Совета Молдавской ССР — заместитель председателя Президиума Верховного Совета СССР (1963—1980).

## Местный совет
66352, Одесская обл., Подольский район, с. Липецкое, ул. Ленина, 67